# Tennistoernooi van Peking 2012
Het tennistoernooi van Peking van 2012 werd van 29 september tot en met 7 oktober 2012 gespeeld op de hardcourt-banen van het China National Tennis Center, in het olympisch park van de Chinese hoofdstad Peking. De officiële naam van het toernooi was China Open.
Het toernooi bestond uit twee delen:
- WTA-toernooi van Peking 2012, het toernooi voor de vrouwen
- ATP-toernooi van Peking 2012, het toernooi voor de mannen

ATP-toernooi van Peking‎ – WTA-toernooi van Peking/Shanghai

2000 · 2001–2003 · 2004 · 2005 · 2006 · 2007 · 2008 · 2009 · 2010 · 2011 · 2012 · 2013 · 2014 · 2015 · 2016 · 2017 · 2018 · 2019 · 2020–2022 · 2023 · 2024